# 光法賢一
光法 賢一（こうぼう けんいち、1973年（昭和48年）8月18日 - 2021年（令和3年）7月1日）は、鹿児島県熊毛郡南種子町出身で宮城野部屋に所属していた元大相撲力士。本名は峯山 賢一（みねやま けんいち）。身長182cm、体重137kg。 最高位は西前頭9枚目（2002年1月場所）。得意技は左四つ、下手投げ、寄り。血液型B型。愛称は本名の「ミネヤマ」。

## 来歴
中学校卒業と同時に宮城野部屋に入門し、1989年（平成元年）3月場所で初土俵を踏んだ。
1991年9月場所において18歳で幕下へ昇進したものの、攻めが遅かったため幕下上位で苦労し、十両昇進までに7年以上掛かってしまった。1996年11月場所から四股名を「光法」と改めるが、これは茨城県ひたちなか市にある道明寺の住職が考案した3つの候補の中から、父と祖父の名前にそれぞれ「光」という字が入っており、父の名である「みつのり」とも読めるとの理由で選んだという。『平成九年度大相撲力士名鑑』において「十両に昇進すれば弘法の四股名も待っている」と書かれたこともある。1999年1月場所においてようやく新十両への昇進を果たした。
その後は十両に定着して安定した成績を残した。2001年11月場所には新入幕を果たして東前頭14枚目の位置で8勝7敗と勝ち越し、翌2002年1月場所には自己最高位となる西前頭9枚目の位置まで番付を上げた。しかし、幕内での勝ち越しは新入幕の場所の1回だけにとどまり、まもなくして十両に陥落した。以後、幕内には定着できなかったものの、十両には「十両の番人」的な存在として長らく在位し続けた。
左半身の体勢からの下手投げは強烈なものがあり、張り手と蹴手繰りも得意技だった。また、まれに腕捻りを見せた。
しかし、2007年7月場所において幕下へ陥落し、西幕下9枚目の位置で迎えた同年11月場所を最後として、場所後の同年12月7日に引退を表明し、安美錦からの借り名跡で5代安治川を襲名した。
2010年2月1日に行われた日本相撲協会理事選では、それまでの慣習を破って一門の2代大島（元大関・旭國）ではなく貴乃花（第65代横綱・貴乃花）に投票した。このことで、貴乃花が当選して2代大島が落選することになった。
5代安治川は翌2日の深夜に貴乃花グループの大嶽部屋で記者会見を行い、「勇気、心意気という言葉を聞いて、この人ならなんとかしてくれると思った。迷う部分もあったが、最後は頭より心が動いた」と話した。立浪一門は1日の選挙直後と2日の午前中に一門の会合を開いており、「自分から名乗り出た。かなりの波紋を呼んだ。自分の気持ちに正直に、協会に変化があればと思って、入れた。個人の気持ちとしてはいいかもしれないが、一門という家族を乱すのはどうかと思った」と造反したことを自ら名乗り出たことを明かし、「周囲の方々に迷惑を掛けた」として日本相撲協会を自主退職する旨を表明した。このときは立浪一門の重鎮である友綱理事（元関脇・魁輝）らが慰留し、翌3日の会見で退職を撤回している。
同年3月以降、宮城野部屋に姿を見せなくなり、立浪一門との連絡を絶った。一門内ですでに年寄名跡の手配が始まっていたにもかかわらず、4月に立浪一門から離脱して大嶽部屋に入る意思を示し、時津風一門の年寄名跡である錦島（当時の所有者は霜鳳）への名跡変更を図った。当時の錦島の所有者は幕内の霜鳳であったが、かつての所有者は15代時津風（元小結・双津竜）であり、時津風部屋力士暴行死事件で逮捕されて以来、名跡証書が協会に返還されていなかったため名跡変更の手続きが出来なかった。この行動が一門の困惑と怒りを買い、実質的な破門状態となった。
こうした中、同年5月に発覚した大相撲野球賭博問題で大嶽部屋の師匠である16代大嶽（元関脇・貴闘力）が解雇された。部屋付きの12代二子山（元十両・大竜）が17代大嶽を襲名して部屋を継承し、貴乃花が所有する「二子山」が空き名跡となった。そのため、5代安治川は同年7月に13代二子山に名跡変更して「安治川」を安美錦に返却、同年8月に貴乃花部屋へと移籍した。その後、2013年2月に18代立田川、2015年1月に11代西岩に名跡変更し、2015年7月に19代音羽山（元大関貴ノ浪）の遺族から名跡を取得し20代音羽山を襲名した。
協会の職務としては、2011年以降は相撲教習所を担当、2015年6月に死去した19代音羽山の後任として2015年9月場所から勝負審判に転属し、2017年3月場所より再び相撲教習所担当に戻っている。
2018年1月6日、所属部屋師匠の貴乃花から相撲協会を退職するよう迫られていることが報じられた。同じ一門で阿武松部屋付きの28代小野川（元幕内・大道）が、当時の「小野川」の所有者（北の湖の遺族）から返還を求められたためで、同年2月の理事選を控える貴乃花は協力関係にある12代阿武松（元関脇・益荒雄）と部屋付き親方2人（元大道、元小結・若荒雄＝12代不知火）の協力を得るため「音羽山」を譲渡する決断をしたとみられる。「20代音羽山の処遇は貴乃花が主導権を持つ」という念書が両者の間で交わされていたこともあり、同月13日付で日本相撲協会を退職。28代小野川が21代音羽山を襲名することになった。
20代音羽山に退職を迫った貴乃花は「2010年理事選の恩を仇で返した」と非難を浴びた。
相撲協会退職後は、元大関の琴光喜が経営する「焼肉家やみつき」で働いていた。
2021年7月1日に名古屋市内の病院で死去。47歳没。体調を崩し、新型コロナウイルス感染のため入院した直後の5月中旬に症状が悪化し、人工心肺装置（ECMO）を装着し1ヶ月以上闘病していた。弟弟子の白鵬は6月27日に名古屋に移動、光法の意識が無いことを知っていたが「邪気を払うように四股を踏みます」と口頭でのメッセージを添えて自らの四股をスマホで撮影し、親族に届けていたという。
電話取材に応じた12代宮城野は「非常に残念。いろいろあったが中身はいいやつだった」と弟子の早世を惜しんだ。白鵬は「残念です。横綱になれたのは兄弟子（峯山さん）のおかげもあった」と話していたという。3日に近親者のみで葬儀・告別式が行われた。

## エピソード
- 明るい性格で非常に「いい人」であると言われる。趣味は洋画・音楽鑑賞。
- 横綱・白鵬の兄弟子にあたる。白鵬が入門したばかりの頃に、旭鷲山に「あいつは床山になったほうがいいのではないか」と漏らしたこともあった。しかし、「光法が『親方、この子は強くなりますよ。教えたことがすぐできる』と言ってきた。白鵬の素質に気付いたのはわたしより早いかもしれない」と12代宮城野が話している[21]。
- 2005年11月場所に引退した元幕内の五城楼とは同年同日生まれであり、同年同日生まれ同士の対戦も実現している。
- 2006年1月場所と翌3月場所に同部屋の白鵬が千秋楽まで優勝争いに絡んでおり、自らの取組後も優勝旗手の可能性があるため支度部屋に待機していたが、用なく終わってしまった。続く5月場所では優勝決定戦の末に白鵬が初優勝し、晴れて初旗手を務めた。
- 本人が関取になって以来、ずっと付け人をしていた望櫻とのコンビを「光法組」と称している。2006年7月場所以降、望櫻は白鵬の付け人をしていたが、白鵬が全休だった同年11月場所に1場所だけ「光法組」が復活された。望櫻は2010年5月場所に2代目光法[注 1]として四股名を引き継いだが、場所後に大相撲野球賭博問題に関与していた事実が発覚して出場停止処分を受け、また2011年2月10日には引退届を提出し（協会は受理せず保留）、その1週間後に大相撲八百長問題の余波で「白鵬の八百長に関与している」との風聞を週刊誌に書かれる事態となった[注 2]。
- 2008年5月31日に両国国技館で断髪式を行ったが、止め鋏は当時の宮城野部屋の師匠である11代宮城野（元十両・金親）ではなく、前師匠で宮城野部屋の部屋付き年寄である15代熊ヶ谷（元幕内・竹葉山）が入れた。
- 大量の塩を撒くことで有名だった元幕内・北桜と対戦した際は、毎回光法も大量の塩を撒いた。
- 貴闘力（16代大嶽）はYouTubeチャンネルに2021年7月17日にアップロードした動画中で生前の光法について述べている[23]。
  - 2010年2月の理事選のときには「黙っときゃわからないから貴乃花に一票入れろ」と投票をさせたが、光法は所属する立浪一門（現・伊勢ヶ濱一門）の年寄衆に「正直に言え」と言われて貴乃花に投票したことを言ってしまった。その後、大嶽部屋に来た光法は「（相撲協会を）辞めます」と言った。光法は安治川の所有者・安美錦が所属する伊勢ヶ濱部屋の預かりとなるかたちだったが、株の返却を求められていた。手配をしなければならないと思った矢先に自分が野球賭博で解雇され、大嶽部屋は17代大嶽（元大竜、12代二子山）が継承したため、空いた二子山株を回すこととなった。
  - 光法は人間は良かったが、酒癖が悪く、酔うと暴れることがあった。貴闘力も何度か殴られ、温厚な貴ノ浪が怒ることもあったという。光法は最初の妻との間に子どももいたが、酔って暴力を振るったため離婚となっている。
  - 相撲協会退職後は、元琴光喜が光法の面倒を見るようになった。元琴光喜と光法はほぼ同時期にコロナウイルスに感染しており、持病の糖尿病は元琴光喜のほうが重いものであった。しかし元琴光喜は持ち直し、光法は5月中旬に症状が悪化してECMOを装着となった。亡くなる1ヶ月前に、元琴光喜から貴闘力に電話があり「もうダメみたいですよ」と知らされたという。

## 主な成績
- 生涯成績：582勝572敗14休　勝率.504
- 幕内成績：21勝39敗 勝率.350
- 現役在位：113場所
- 幕内在位：4場所
- 各段優勝
  - 序ノ口優勝：1回（1989年5月場所）

| | 一月場所 初場所（東京） | 三月場所 春場所（大阪） | 五月場所 夏場所（東京） | 七月場所 名古屋場所（愛知） | 九月場所 秋場所（東京） | 十一月場所 九州場所（福岡） |
| --- | ----------------------- | ----------------------- | ----------------------- | --------------------------- | ----------------------- | --------------------------- |
| 1989年 （平成元年） | x                       | （前相撲）              | 西序ノ口8枚目 優勝 7–0  | 東序二段46枚目 4–3          | 西序二段20枚目 3–4      | 西序二段38枚目 3–4          |
| 1990年 （平成2年） | 西序二段60枚目 4–3      | 東序二段26枚目 3–4      | 西序二段46枚目 6–1      | 西三段目86枚目 4–3          | 西三段目63枚目 4–3      | 東三段目40枚目 4–3          |
| 1991年 （平成3年） | 西三段目25枚目 3–4      | 西三段目40枚目 5–2      | 東三段目11枚目 3–4      | 西三段目24枚目 5–2          | 西幕下58枚目 4–3        | 西幕下44枚目 5–2            |
| 1992年 （平成4年） | 西幕下29枚目 4–3        | 西幕下22枚目 4–3        | 東幕下18枚目 4–3        | 東幕下10枚目 3–4            | 西幕下14枚目 3–4        | 東幕下20枚目 5–2            |
| 1993年 （平成5年） | 東幕下9枚目 3–4         | 東幕下15枚目 4–3        | 東幕下10枚目 4–3        | 西幕下6枚目 4–3             | 東幕下3枚目 3–4         | 東幕下7枚目 2–5             |
| 1994年 （平成6年） | 西幕下22枚目 4–3        | 西幕下16枚目 4–3        | 東幕下12枚目 4–3        | 東幕下8枚目 4–3             | 西幕下6枚目 2–5         | 東幕下19枚目 1–6            |
| 1995年 （平成7年） | 西幕下48枚目 5–2        | 西幕下28枚目 3–4        | 東幕下40枚目 4–3        | 東幕下32枚目 4–3            | 西幕下25枚目 4–3        | 東幕下19枚目 4–3            |
| 1996年 （平成8年） | 東幕下14枚目 3–4        | 西幕下24枚目 5–2        | 東幕下12枚目 3–4        | 東幕下19枚目 3–4            | 東幕下28枚目 1–6        | 西幕下54枚目 6–1            |
| 1997年 （平成9年） | 東幕下27枚目 3–4        | 西幕下36枚目 5–2        | 西幕下21枚目 5–2        | 東幕下10枚目 5–2            | 東幕下5枚目 2–5         | 東幕下18枚目 4–3            |
| 1998年 （平成10年） | 東幕下13枚目 3–4        | 東幕下23枚目 2–5        | 東幕下40枚目 6–1        | 西幕下18枚目 5–2            | 東幕下11枚目 6–1        | 西幕下2枚目 5–2             |
| 1999年 （平成11年） | 東十両12枚目 9–6        | 東十両6枚目 8–7         | 西十両4枚目 5–10        | 西十両9枚目 9–6             | 東十両6枚目 6–9         | 東十両10枚目 7–8            |
| 2000年 （平成12年） | 西十両11枚目 7–8        | 東十両12枚目 1–7–7      | 西幕下13枚目 休場 0–0–7 | 東幕下13枚目 6–1            | 東幕下3枚目 4–3         | 東十両12枚目 10–5           |
| 2001年 （平成13年） | 西十両4枚目 5–10        | 西十両8枚目 8–7         | 東十両6枚目 8–7         | 西十両筆頭 8–7              | 東十両筆頭 8–7          | 東前頭14枚目 8–7            |
| 2002年 （平成14年） | 西前頭9枚目 3–12        | 東十両2枚目 5–10        | 西十両6枚目 7–8         | 西十両7枚目 10–5            | 東十両4枚目 8–7         | 東十両3枚目 9–6             |
| 2003年 （平成15年） | 東前頭14枚目 5–10       | 東十両2枚目 7–8         | 西十両3枚目 7–8         | 西十両4枚目 7–8             | 西十両5枚目 8–7         | 西十両3枚目 8–7             |
| 2004年 （平成16年） | 西十両筆頭 7–8          | 東十両3枚目 9–6         | 東前頭17枚目 5–10       | 西十両4枚目 5–10            | 西十両9枚目 10–5        | 東十両4枚目 7–8             |
| 2005年 （平成17年） | 東十両5枚目 6–9         | 東十両7枚目 6–9         | 東十両9枚目 7–8         | 東十両10枚目 9–6            | 西十両6枚目 6–9         | 東十両9枚目 7–8             |
| 2006年 （平成18年） | 東十両10枚目 6–9        | 東十両13枚目 9–6        | 西十両9枚目 9–6         | 西十両6枚目 5–10            | 西十両10枚目 8–7        | 東十両9枚目 6–9             |
| 2007年 （平成19年） | 東十両12枚目 9–6        | 東十両9枚目 6–9         | 東十両12枚目 6–9        | 東幕下2枚目 4–3             | 西幕下筆頭 2–5          | 西幕下9枚目 2–5             |
| 2008年 （平成20年） | 西幕下20枚目 引退 –     | x                       | x                       | x                           | x                       | x                           |
| 各欄の数字は、「勝ち-負け-休場」を示す。 優勝 引退 休場 十両 幕下 三賞：敢=敢闘賞、殊=殊勲賞、技=技能賞 その他：★=金星 番付階級：幕内 - 十両 - 幕下 - 三段目 - 序二段 - 序ノ口 幕内序列：横綱 - 大関 - 関脇 - 小結 - 前頭（「#数字」は各位内の序列） |                         |                         |                         |                             |                         |                             |

### 幕内対戦成績
| 力士名   | 勝数 | 負数 | 力士名   | 勝数 | 負数 | 力士名   | 勝数 | 負数 | 力士名 | 勝数 | 負数 |
| -------- | ---- | ---- | -------- | ---- | ---- | -------- | ---- | ---- | ------ | ---- | ---- |
| 蒼樹山   | 0    | 1    | 安芸乃島 | 0    | 1    | 朝乃若   | 0    | 1    | 安美錦 | 2    | 0    |
| 皇司     | 1    | 2    | 大碇     | 1    | 0    | 小城錦   | 0    | 1    | 海鵬   | 0    | 1    |
| 春日錦   | 0    | 1    | 北桜     | 1    | 0    | 旭鷲山   | 1    | 0    | 金開山 | 0    | 1    |
| 五城楼   | 1    | 0    | 琴ノ若   | 0    | 1    | 十文字   | 1    | 1    | 戦闘竜 | 0    | 1    |
| 大善     | 0    | 1    | 隆の鶴   | 0    | 1    | 貴ノ浪   | 2(1) | 0    | 隆乃若 | 0    | 1    |
| 玉春日   | 1(1) | 1    | 玉乃島   | 0    | 2    | 玉力道   | 1    | 1    | 闘牙   | 0    | 1    |
| 土佐ノ海 | 0    | 2    | 栃栄     | 1    | 0    | 栃乃洋   | 0    | 1    | 栃乃花 | 1    | 0    |
| 濱錦     | 0    | 1    | 追風海   | 0    | 1    | 肥後ノ海 | 1    | 0    | 普天王 | 0    | 1    |
| 武雄山   | 0    | 1    | 和歌乃山 | 1    | 2    |          |      |      |        |      |      |

## 改名歴
- 峯山 賢一（みねやま けんいち）1989年3月場所 - 1996年9月場所
- 光法 賢一（こうぼう -）1996年11月場所 - 2007年11月場所

## 年寄変遷
- 安治川 賢一（あじがわ -）2007年12月 - 2010年7月
- 二子山 賢一（ふたごやま -）2010年7月 - 2012年2月
- 二子山 謙一（- けんいち）2012年2月 - 2013年2月
- 立田川 謙一（たつたがわ -）2013年2月 - 2015年1月
- 西岩 賢一（にしいわ けんいち）2015年1月 - 2015年7月
- 音羽山 貞賢（おとわやま ただけん）2015年7月 - 2018年1月